# Clematis mankiuensis
Clematis mankiuensis är en ranunkelväxtart som beskrevs av Yong No Lee. Clematis mankiuensis ingår i släktet klematisar, och familjen ranunkelväxter. Inga underarter finns listade i Catalogue of Life.